# جيوفاني بيريز
جيوفاني بيريز (بالإسبانية: Giovanni Pérez) (14 أكتوبر 1974 سان كريستوبال فنزويلا - ) هو لاعب كرة قدم فنزويلي يلعب كلاعب وسط.

## روابط خارجية
- جيوفاني بيريز على موقع ناشيونال فوتبول تيمز (الإنجليزية)